# Ladislav Nezdařil
Ladislav Nezdařil (8. února 1922, Rožnov pod Radhoštěm – 15. ledna 1999, Praha) byl středoškolský profesor, germanista, básník, překladatel . Publikoval pod pseudonymem Jan Sutnar. Za druhé světové války byl totálně nasazen jako dělník do koncentračního tábora Osvětim.

## Život
Ladislav Nezdařil se narodil v Rožnově pod Radhoštěm do rodiny soudního revidenta Čeňka Nezdařila a Ludmily rozené Chudějové. Krátce po jeho narození se s rodinou odstěhoval do nedalekých Tylovic, kde trávil své dětství. Ladislav nastoupil do první třídy obecné školy v Rožnově pod Radhoštěm. Poté (1933) studoval osmileté gymnázium ve Valašském Meziříčí a následně (1945) germanistiku na Filozofické fakultě Univerzity Karlovy v Praze. Jeho první díla se objevovala ve Studentském časopisu i v Lidových novinách. Pod pseudonymem Jan Sutnar vydal v roce 1943 svou první básnickou sbírku Tiché lásky. Po návratu z koncentračního tábora v Osvětimi (1945) vydal sbírku druhou – Talisman.
Po válce pracoval v Jazykové škole, v Akademii věd Československé republiky a také ve Výzkumném ústavu pedagogickém. V tomto období se také věnoval výhradně německým překladům, zabýval se i jejich teorií a vydal studii Česká poezie v německých překladech.
Psal také odbornou literaturu, jako byly třeba literární úvahy. Velké oblibě se dostávaly také jeho Večery při svíčkách, které pořádal v Rožnově pod Radhoštěm. Zemřel v Praze ve věku 76 let.

## Dílo
- Tiché lásky (1943) – básnická sbírka, ve které autor pojednává o lásce, rodině a domovu.
- Talisman (1945) – básnická sbírka popisující zážitky z koncentračního tábora.
- Horní chlapci (1968) – sbírka, ve které autor popisuje své rodné Valašsko.
- Česká poezie v německých překladech (1985) – studie o překladech české poezie do němčiny v letech 1819–1939.
- České slunce, moravský měsíc (1997) – Nezdařilův překlad
- Rožnov pod Radhoštěm ve starých pohlednicích (1997) – fotopublikace vydána k příležitosti 730. výročí Rožnova pod Radhoštěm. [7]